# Antonio Tedde
Antonio Tedde (Sorso, 8 settembre 1906 – San Gavino Monreale, 6 agosto 1982) è stato un vescovo cattolico italiano.

## Biografia
Entrò nel seminario di Sassari nel 1917 per compiervi gli studi ginnasiali e liceali e nel 1927 si trasferì nel seminario regionale di Cuglieri dove, nel 1929, si laureò in teologia.
Ordinato prete, fu per 18 anni parroco di San Donato a Sassari: svolse un intenso apostolato verso i poveri e collaborò alla redazione del settimanale Libertà.
Fu vescovo di Ales e Terralba dal 1948: nel 1949 pubblicò la lettera pastorale In paupertate in cui sollecitò l'abolizione del regime tariffario.
Promosse la costruzione di scuole e la creazione di opere ricreative e assistenziali soprattutto nei centri minori del territorio diocesano: per tale attività, nel 1954 fu insignito dal presidente Luigi Einaudi della medaglia d'oro ai benemeriti della cultura.
Per l'apostolato tra l'infanzia e la gioventù e per il servizio ai sacerdoti nelle parrocchie, nel 1957 fondò, con Lina Pinna, il Cenacolo Cuore addolorato e immacolato di Maria.
Compì quattro visite pastorali e partecipò al Concilio Vaticano II.

## Genealogia episcopale
La genealogia episcopale è:
- Cardinale Scipione Rebiba
- Cardinale Giulio Antonio Santori
- Cardinale Girolamo Bernerio, O.P.
- Vescovo Claudio Rangoni
- Arcivescovo Wawrzyniec Gembicki
- Arcivescovo Jan Wężyk
- Vescovo Piotr Gembicki
- Vescovo Jan Gembicki
- Vescovo Bonawentura Madaliński
- Vescovo Jan Małachowski
- Arcivescovo Stanisław Szembek
- Vescovo Felicjan Konstanty Szaniawski
- Vescovo Andrzej Stanisław Załuski
- Arcivescovo Adam Ignacy Komorowski
- Arcivescovo Władysław Aleksander Łubieński
- Vescovo Andrzej Mikołaj Stanisław Kostka Młodziejowski
- Arcivescovo Kasper Kazimierz Cieciszowski
- Vescovo Franciszek Borgiasz Mackiewicz
- Vescovo Michał Piwnicki
- Arcivescovo Ignacy Ludwik Pawłowski
- Arcivescovo Kazimierz Roch Dmochowski
- Arcivescovo Wacław Żyliński
- Vescovo Aleksander Kazimierz Bereśniewicz
- Arcivescovo Szymon Marcin Kozłowski
- Vescovo Mečislovas Leonardas Paliulionis
- Arcivescovo Bolesław Hieronim Kłopotowski
- Arcivescovo Jerzy Józef Elizeusz Szembek
- Vescovo Stanisław Kazimierz Zdzitowiecki
- Cardinale Aleksander Kakowski
- Papa Pio XI
- Cardinale Alfredo Ildefonso Schuster, O.S.B.
- Arcivescovo Arcangelo Mazzotti, O.F.M.
- Vescovo Antonio Tedde